# Lollywood
Lollywood (urdu: لالیوُ) – nieoficjalna nazwa pakistańskiego zagłębia filmowego związanego z miastem Lahaur. Nazwa „Lollywood” jest zbitką nazwy miasta i słowa „Hollywood”. Pierwszym dźwiękowym filmem Lollywood był Heer Ranjha z 1933 roku. 

## Przykładowi twórcy Lollywood

### Aktorzy
- Afzal Khan
- Ajab Gul
- Akmal Khan
- Ali Haider
- Mohammad Ali
- Somy Ali
- Anjuman
- Arbaaz Khan
- Babar Ali
- Inayat Hussain Bhatti
- Sultan Rahi
- Resham
- Talat Hussain
- Waheed Murad
- Santosh Kumar
- Javed Sheikh

### Aktorki
- Asha Posley
- Reema Khan
- Sonya Jehan
- Meera (aktorka)
- Zeba Bakhtiar
- Neeli

### Reżyserzy
- Reema Khan
- Zeba Bakhtiar

### Piosenkarze playbacku
- Ahmed Rushdi
- Inayat Hussain Bhatti
- Mehdi Hassan
- Masood Rana
- A Nayyar
- Alamgir
- Saleem Raza
- Waris Baig
- Adnan Sami Khan
- Noor Jahan
- Irene Parveen
- Mala (piosenkarka)
- Runa Laila
- Naheed Akhtar
- Naseem Begum
- Mehnaz

### Przykładowe filmy Lollywood
- Kitni Haseen Hai Zaindagi (2010)
- Modh (2009)
- Khoya Khoya Chand (2007)
- Khuda Kay Liye (2007)
- One Two Ka One (2006)
- Koi Tujh Sa Kahan (2005)
- Shararat (2003)
- Munda Bigra Jaye (1995)
- Bulandi (1990)
- Haider Ali (1978)
- Shirin Farhad (1975)
- Afsana (1970)
- Aik Nagina (1969)
- Naaz (1969)
- Mahal (1968)
- Saaz Aur Awaaz (1965)
- Daal Main Kaala (1962)